# Papoeakiekendief
De Papoeakiekendief (Circus spilothorax) is een vogel uit de familie van havikachtigen (Accipitridae).

## Verspreiding en leefgebied
Deze soort is endemisch in oostelijk en centraal Nieuw-Guinea.